# Can Miravitges
Can Miravitges és una masia d'origen medieval situada al barri de Pomar de Dalt de Badalona, catalogada com a bé cultural d'interès local. Actualment, una part està ocupada per l'Escola de Natura, mentre que la resta depèn del Museu de Badalona, que hi organitza visites guiades per les sales nobles i les habitacions, ambientades a principi del segle xx; la cuina, que conserva l'enrajolat del segle xviii; una col·lecció de pintures d'Antoni Ros i Güell, així com la sala de cups i el celler.

## Història
La primera notícia històrica és del 1437, quan Constància i el seu fill Berenguer Pedrosell la van vendre a Joana, esposa del flequer Berenguer Bonell. El 1456, va passar a mans de Nicolau de Viastrosa, família orginària d'Igualada i que va adquirir diversos masos veïns fins a reunir una gran finca. Pere de Viastrosa va morir sense testament, el que va originar una sèrie de litigis que durarien un segle, fins que el 1668 la finca va ser adquirida per Josep de Bru, que pocs anys després la vengué a Juan Rodríguez de Velasco, natural de Toledo i pagador dels exèrcits reials, que va fer construir la capella. La seva filla Gregòria es va casar amb Juan de Abarca y de Luna, comte de la Rosa i comissari general dels èxercits reials, que va convertir el mas en una residència senyorial envoltada de jardins. El 1720, els seus descendents la vengueren al menor Antoni Bellvitges i Costa, de qui prové l'actual nom de la casa.
El 1833, fou adquirida pels tutors del menor Josep Oriol Dodero i Ponte, membre d'una família de comerciants italians. Dodero es va presentar a l'Exposició Universal de París de 1867, on va rebre una medalla de bronze pel cotó que hi conreava com a assaig per comissió de l'Institut Agrícola Català de Sant Isidre, del que era membre, i també hi va obtenir mencions honorífiques per les garrofes i el vi Sumoll-pasa. El 1870, la finca tenia 40 mujades i s'hi fabricaven 14 classes de vins i licors.
El 1894, va ser adquirida per Hermenegild Ros i Bosch en la subhasta pública promoguda pels creditors de Dodero després de la seva mort. Posteriorment, fou heretada pel seu nebot Antoni Ros i Güell, pintor i escenògraf, que hi va passar molts estius, i després de la Guerra Civil hi va viure fins a la seva mort. Hi va instal·lar el seu taller i va pintar diverses vegades tant el mas com els paisatges de la rodalia.
A mitjans dels anys 1970, els fills i hereus del pintor, Jaume i Àgueda Ros i Sarsal, es van vendre la casa, que després va passar a mans de l'Ajuntament de Badalona.